# Cephalotes palta
Cephalotes palta u ormiga cabezona de la Sierra es una especie de hormiga arborícola del género Cephalotes, caracterizada por una extraña forma de cabeza y su capacidad de actuar como un "paracaídas" o planear cuando se caen del árbol. Es endémica de la Sierra Nevada de Santa Marta, Colombia. Se encuentra en el pie de monte de la sierra en altitudes menores a 600 m s. n. m. Está amenazada por la destrucción de su habita y la tala de bosques como consecuencia de la colonización.

## Descripción
Es una hormiga de unos cinco mm de longitud, bastante fácil de reconocer por su coloración negra y su cabeza abultada de donde deriva su nombre común. posee el abdomen redondeado casi tan grande como la cabeza. Es una hormiga arbórea que anida en huecos de grandes árboles. Se alimenta de polen, insectos, heces, carroñas y líquidos azucarados producidos por otros insectos.